# Yuxi He (vattendrag i Kina, Yunnan)
Yuxi He (kinesiska: Yü-ch’i Ho, 玉溪大河) är ett vattendrag i Kina. Det ligger i provinsen Yunnan, i den sydvästra delen av landet, omkring 100 kilometer söder om provinshuvudstaden Kunming.
Genomsnittlig årsnederbörd är 1 000 millimeter. Den regnigaste månaden är juni, med i genomsnitt 192 mm nederbörd, och den torraste är februari, med 9 mm nederbörd.